# 自動車技術会
公益社団法人自動車技術会（じどうしゃぎじゅつかい、Society of Automotive Engineers of Japan, Inc.）は、自動車に係わる研究者、技術者および学生から構成されている日本の公益社団法人である。略称は自技会（じぎかい）。英略称はJSAE（ジェー・エスー・エー・イー）。

## 概要
個人会員49,217名、賛助会員（法人）は、702社（2020年6月現在）を擁する。これらの会員に情報交換、研究発表、内外技術者との交流の場を提供するため、講習会、シンポジウム、国際会議、展示会、見学会の開催、各種出版物の発行、自動車規格の制定、研究業績の表彰等を行い、技術者・研究者の育成に努力している。米国のSAE (SAE International) がモデルとなっているが本部支部関係では無く、その関係は『双方が対等な協力関係（2003年5月 包括協定締結時の発表にて）』であるとしている。

## 沿革
学術文化の振興及び産業経済の発展並びに国民生活の向上に寄与する（定款第4条）ことを目的として1947年（昭和22年）に設立され、文部省（現文部科学省）、商工省（現経済産業省）、運輸省（現国土交通省）より 「社団法人自動車技術会」 として認可された。発足当初の会員数は1,500名余りだったが、日本の自動車産業の発展とともに会員が増加し、現在（2020年〈令和2年〉6月）では49,217名、賛助会員（法人）702社を擁する国内有数の学術団体となっている。2011年（平成23年）4月1日に公益社団法人自動車技術会になる。
日本学術会議への協力学術研究団体としての登録および日本工学会への加盟、日本国外では国際自動車技術会連盟（FISITA）およびアジア太平洋自動車技術会議（APAC）のメンバーとして活動を展開している。
自動車規格（JASO規格）の制定にも携わっており、また、国際標準化機構（ISO）の自動車部門の国内審議団体でもある。特にオートバイ用オイルや2ストロークオイルの規格で著名であるほか、日本車の技術発展史の編纂も行っており、日本の自動車技術330選の選出および紹介を行っている。
1992年（平成4年）から自動車の技術者、研究者向けの自動車技術専門展示会である、人とくるまのテクノロジー展をパシフィコ横浜とポートメッセ名古屋にて、年に2回主催している。
近年は、人材育成事業に力を注いでおり、2003年（平成15年）から毎年全日本学生フォーミュラ大会を開催し、学生を対象としたものづくり活動を推進している。また、2008年（平成20年）からは小学生を対象としてキッズエンジニアを毎年開催し、ものづくり教育、理科教育を行っている。

## 歴代会長
1. 浅原源七（1947年 - 1949年） 所属：日産自動車株式会社
2. 豊田喜一郎（1950年 - 1952年） 所属：トヨタ自動車工業株式会社（現 トヨタ自動車株式会社）
3. 吉城肇蔚（1952年 - 1953年） 所属：公益社団法人自動車技術会
4. 楠木直道（1953年 - 1955年） 所属：いすゞ自動車株式会社
5. 竹崎瑞夫（1956年 - 1957年） 所属：ダイハツ工業株式会社
6. 豊田英二（1958年 - 1961年） 所属：トヨタ自動車工業株式会社（現 トヨタ自動車株式会社）
7. 荒牧寅雄（1962年 - 1963年） 所属：いすゞ自動車株式会社
8. 新山春雄（1964年 - 1965年） 所属：プリンス自動車工業株式会社
9. 五十嵐正（1966年 - 1967年） 所属：日産自動車株式会社
10. 齋藤尚一（1968年 - 1971年） 所属：トヨタ自動車工業株式会社（現 トヨタ自動車株式会社）
11. 中川良一（1972年 - 1975年） 所属：日産自動車株式会社
12. 豊田章一郎（1976年 - 1979年） 所属：トヨタ自動車工業株式会社（現 トヨタ自動車株式会社）
13. 高橋宏（1980年 - 1983年） 所属：日産自動車株式会社
14. 森田正俊（1984年 - 1985年） 所属：トヨタ自動車株式会社
15. 関眞治（1986年 - 1987年） 所属：三菱自動車工業株式会社
16. 中村弘道（1988年 - 1989年） 所属：厚木自動車部品株式会社（現 日立オートモティブシステムズ株式会社）
17. 佐々木紫郎（1990年 - 1991年） 所属：トヨタ自動車株式会社
18. 丸茂長幸（1992年 - 1993年） 所属：日産自動車株式会社
19. 金原淑郎（1994年 - 1995年） 所属：トヨタ自動車株式会社
20. 鈴木元雄（1996年 - 1997年） 所属：三菱自動車工業株式会社
21. 澤田勉（1998年 - 1999年） 所属：日産自動車株式会社
22. 加藤伸一（2000年 - 2001年） 所属：トヨタ自動車株式会社
23. 神本武征（2002年 - 2003年） 所属：東海大学
24. 萩野道義（2004年 - 2005年） 所属：本田技研工業株式会社
25. 大久保宣夫（2006年 - 2007年） 所属：日産自動車株式会社
26. 岡本一雄（2008年 - 2009年） 所属：トヨタ自動車株式会社
27. 浜田昭雄（2010年 - 2011年） 所属：本田技研工業株式会社
28. 山下光彦（2012年 - 2013年） 所属：日産自動車株式会社
29. 加藤光久（2014年 - 2015年）  所属：トヨタ自動車株式会社
30. 松本宜之（2016年 - 2017年） 所属：本田技研工業株式会社
31. 坂本秀行（2018年 - 2019年） 所属：日産自動車株式会社

## 関連情報
- FISITA（英語版、フランス語版、イタリア語版） 国際自動車技術会連盟
- SAE International
- 全日本学生フォーミュラ大会